# Grúixevskaia
Grúixevskaia (en rus: Грушевская) és un poble (una stanitsa) de l'óblast de Rostov, a Rússia, que en el cens del 2010 tenia 4.381 habitants, pertany al districte d'Aksai.